# Damián Bobadilla
Damián Josué Bobadilla Benítez (ur. 11 lipca 2001 w Asunción) – paragwajski piłkarz występujący na pozycji środkowego pomocnika, od 2024 roku zawodnik brazylijskiego São Paulo.
Jego ojciec Aldo Bobadilla również był piłkarzem.